# Komaszyce Stare (gromada)
Gromada Komaszyce Stare (alt. Komaszyce) – dawna gromada, czyli najmniejsza jednostka podziału terytorialnego Polskiej Rzeczypospolitej Ludowej w latach 1954–1972.
Gromady, z gromadzkimi radami narodowymi (GRN) jako organami władzy najniższego stopnia na wsi, funkcjonowały od reformy reorganizującej administrację wiejską przeprowadzonej jesienią 1954 do momentu ich zniesienia z dniem 1 stycznia 1973, tym samym wypierając organizację gminną w latach 1954–1972.
Gromadę Komaszyce Stare z siedzibą GRN w Komaszycach Starych (w obecnym brzmieniu Stare Komaszyce) utworzono – jako jedną z 8759 gromad na obszarze Polski – w powiecie puławskim w woj. lubelskim na mocy uchwały nr 14 WRN w Lublinie z dnia 5 października 1954. W skład jednostki weszły obszary dotychczasowych gromad Komaszyce Stare, Komaszyce Nowe, Truszków, Ruda Godowska, Wólka Komaszycka, Dębiny, Sewerynówka i Puszno Godowskie ze zniesionej gminy Godów oraz obszar dotychczasowej gromady Ruda Maciejowska ze zniesionej gminy Opole Lubelskie w tymże powiecie. 
13 listopada 1954 gromada weszła w skład nowo utworzonego powiatu opolsko-lubelskiego w tymże województwie, gdzie ustalono dla niej 20 członków gromadzkiej rady narodowej.
1 stycznia 1962 gromadę Komaszyce zniesiono, włączając jej obszar do gromady Skoków w tymże powiecie.